# Crotalaria ventusa
Crotalaria ventusa är en ärtväxtart som beskrevs av A.A.Ansari. Crotalaria ventusa ingår i släktet sunnhampor, och familjen ärtväxter. Inga underarter finns listade i Catalogue of Life.